# Ankylopteryx (Ankylopteryx) perpallida
Ankylopteryx (Ankylopteryx) perpallida is een insect uit de familie van de gaasvliegen (Chrysopidae), die tot de orde netvleugeligen (Neuroptera) behoort. 
Ankylopteryx (Ankylopteryx) perpallida is voor het eerst wetenschappelijk beschreven door Banks in 1924.